# Brahma (bier)

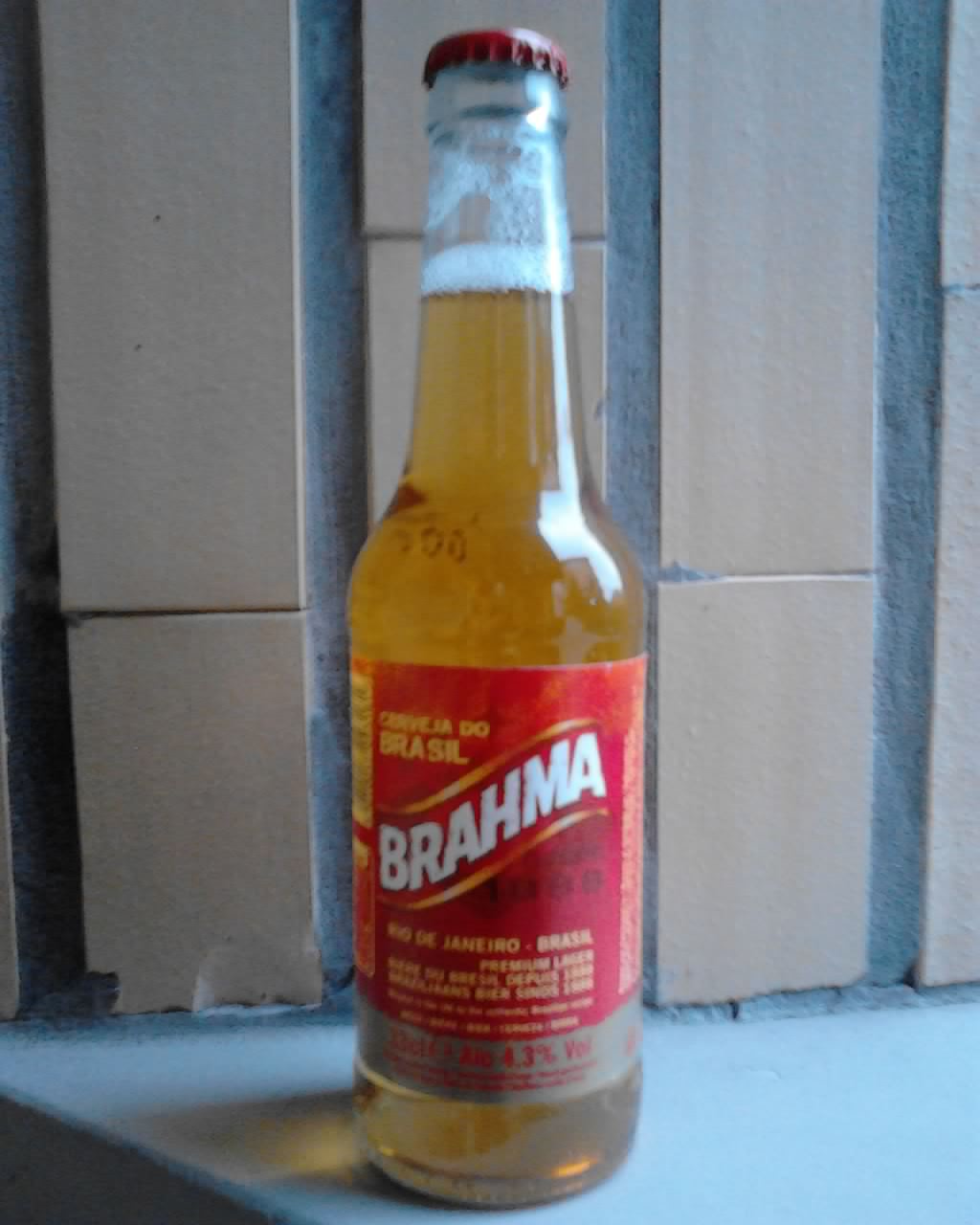

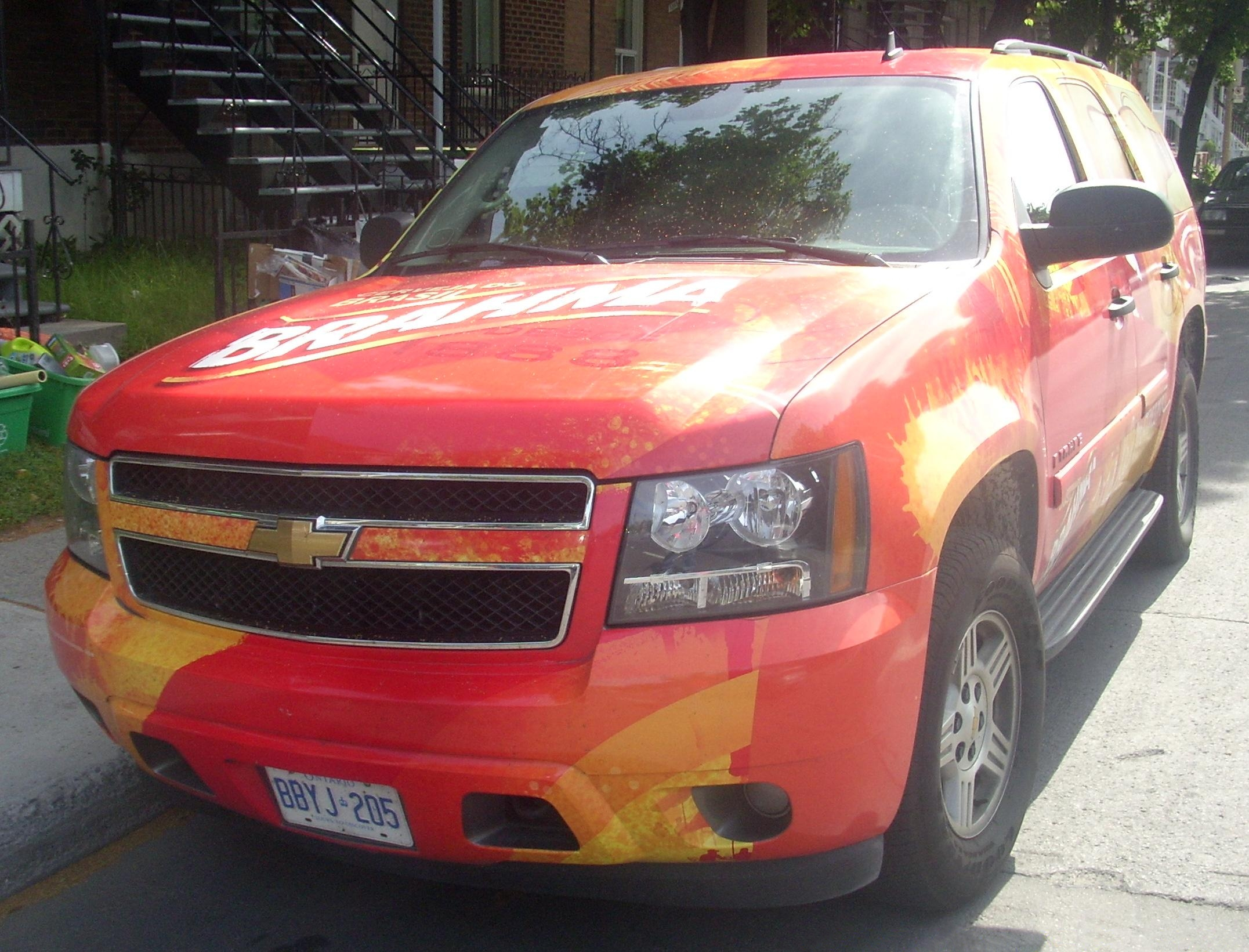
Een Chevrolet Tahoe van Brahma.

Brahma is een Braziliaanse bierbrouwer gesticht in 1888 door de Zwitser Joseph Villiger, met als naam "Manufactura de Cerveja Brahma Villiger & Companhia". Tegenwoordig maakt het biermerk deel uit van de groep AB Inbev.
Het bier wordt internationaal gepromoot door de groep, met een activiteit in meer dan dertig landen waaronder België, Canada, en de Verenigde Staten van Amerika.

## Deelmerken
Momenteel zijn volgende varianten beschikbaar
- Brahma Chopp
- Brahma Extra
- Brahma Light
- Brahma Fresh
- Brahma Malzbier
- Liber